# Кэмпбелл, Колин (режиссёр)
Джеймс Колин Кэмпбелл (англ. Colin Campbell; 11 октября 1859, Шотландия — 26 августа 1928, Голливуд, Калифорния, США) — американский актёр, кинорежиссёр
 и сценарист шотландского происхождения.
С 1911 по 1925 год снял 180 фильмов. Создал тогда же 60 киносценариев. Начинал снимать свои киноленты на кинокомпании Selig Polyscope Company в Лос-Анджелесе, которую позже возглавлял.
Женой его была канадская актриса Бланш Крозье.

## Избранная фильмография
- Brown of Harvard (1911)
- An Assisted Elopement (1912)
- Монте Кристо[фр.] (1912)
- Alas! Poor Yorick! (1913)
- A Wise Old Elephant (1913)
- Вамба, дитя джунглей / Wamba A Child of the Jungle (1913)
- The Spoilers (1914)
- Shotgun Jones (1914)
- Chip of the Flying U (1914)
- The Rosary (1915)
- The Carpet from Bagdad (1915)
- Sweet Alyssum (1915)
- Tillie’s Tomato Surprise (1915)
- Thou Shalt Not Covet (1916)
- The Garden of Allah (1916)
- Gloria’s Romance (1916)
- The Crisis (1916)
- Beware of Strangers (1917)
- Who Shall Take My Life? (1917)
- The Sea Flower (1918)
- The City of Purple Dreams (1918)
- The Yellow Dog (1918)
- The Still Alarm (1918)
- The Beauty Market (1919)
- The Railroader (1919)
- The Thunderbolt (1919)
- Moon Madness (1920)
- When Dawn Came (1920)
- The Corsican Brothers (1920)
- The First Born (1921)
- Where Lights Are Low (1921)
- The Lure of Jade (1921)
- The Swamp (1921)
- A Man of Stone (1921)
- «Black Roses» (1921)
- The World’s a Stage (1922)
- The Buster (1923)
- Three Who Paid (1923)
- The Bowery Bishop (1924)
- The White Monkey (1925)